# Junceella fragilis
Junceella fragilis är en korallart som först beskrevs av Ridley 1884.  Junceella fragilis ingår i släktet Junceella och familjen Ellisellidae. Inga underarter finns listade i Catalogue of Life.